# Yvette Kardolus
Yvette Kardolus (Den Haag, 28 mei 1958) is een Nederlandse floretschermster. Zij is tweevoudig Nederlands kampioen Floret (1988 en 1990). Yvette is een dochter van Kasper Kardolus en zus van Oscar, Olaf en Arwin.